# 81 Ceti b
81 Ceti b es un planeta extrasolar situado a aproximadamente 317 años luz en la constelación de Cetus. Este planeta está clasificado como un Super-Júpiter ya que su masa es 5,3 veces la de Júpiter y su radio alrededor de 0,932 veces. Este planeta orbita a una distancia de 2,5 UA, tardando 2,6 año en completar la órbita y con una excentricidad del 20,6%. En la clasificación de Sudarky este planeta está clasificado como un joviano claro y se especula que su temperatura es de 527 K. Fue descubierto el 3 de julio de 2008 por et al., usando el método de Espectometría Doppler.